# Catete (bairro)
Catete é um bairro  da Zona Sul do município do Rio de Janeiro, no estado do Rio de Janeiro, no Brasil. Tradicional e histórico, o bairro já sediou a presidência da república brasileira, que ficava localizada no Palácio do Catete (tombado pelo patrimônio público; hoje um museu e o principal monumento do bairro). Assim como os bairros próximos de Glória e Santa Teresa, era um dos bairros mais valorizados da cidade no passado. Possui forte comércio e muitos sobrados construídos no final do século XIX e início do século XX, no período da Belle Époque carioca. 
Seu índice de qualidade de vida, em 2010, era de 0,927, colocando o bairro na 17.ª posição entre os bairros cariocas. Com a transferência da capital federal do Rio de Janeiro para Brasília, em 1960, o bairro perdeu quase a totalidade de sua relevância populacional e econômica, tendo se recuperado apenas ao longo das últimas duas décadas — beneficiado, sobretudo, por sua localização estratégica dentro da capital fluminense, ligando o Centro do Rio à Zona Sul.

## Topônimo
O nome do bairro é uma referência à principal rua do bairro, a Rua do Catete. Essa rua, por sua vez, adquiriu seu nome devido ao rio que, antigamente, corria paralelo a ela: o Rio Catete. "Catete" é um termo da língua tupi que significa "mata imensa", pela junção de ka'a (mata) e eté-eté (imenso). "Catete" também designa uma variedade de milho miúdo.

## História

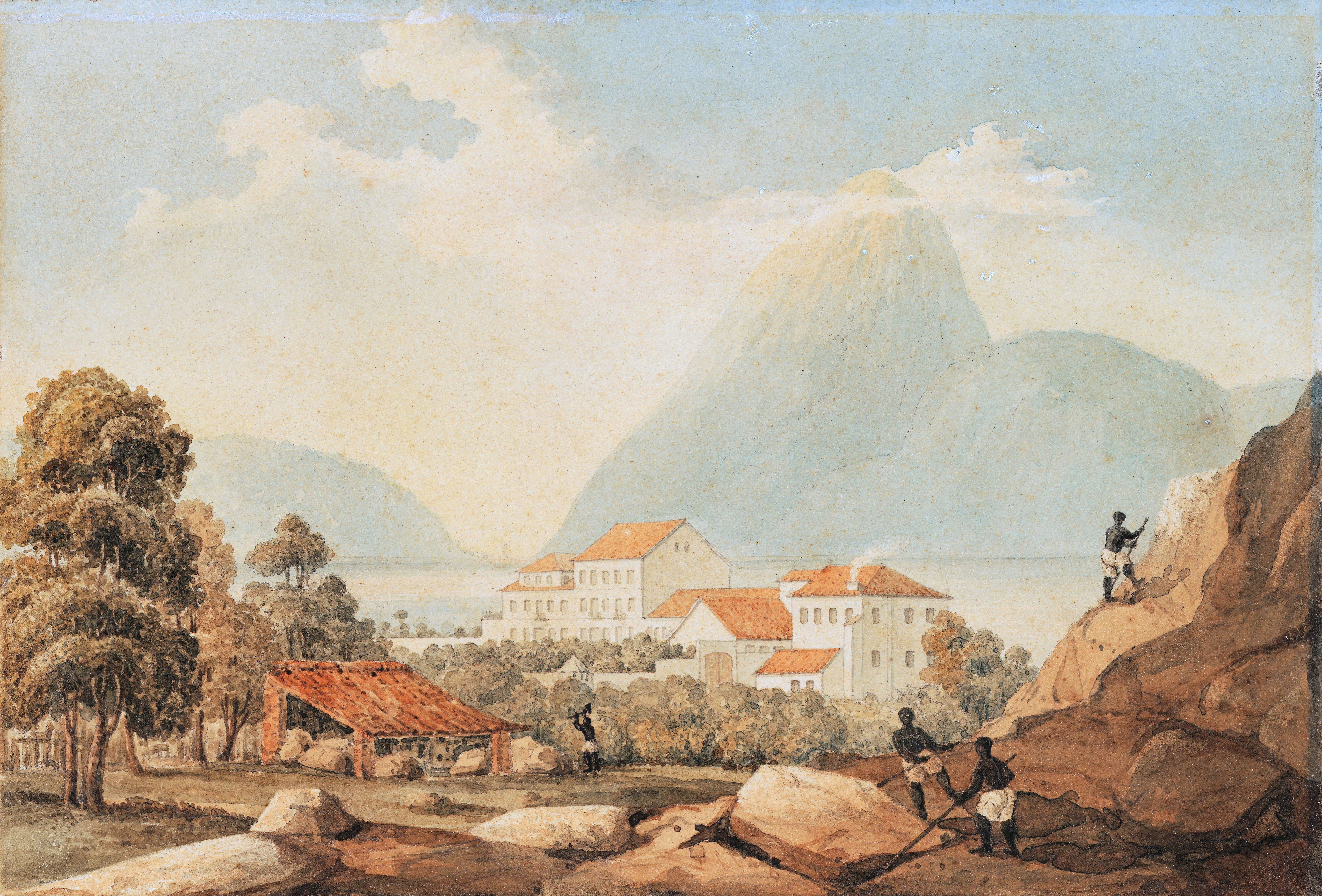
Casa do pintor inglês Henry Chamberlain no Catete, com o Pão de Açúcar ao fundo, por volta de 1820.

### Caminho do Catete
O Caminho do Catete, hoje Rua do Catete, já existia antes da chegada dos portugueses e franceses ao Rio de Janeiro, pois relatos muito antigos descrevendo as batalhas entre Portugal e França na região já se referiam ao Caminho do Catete de uma maneira corriqueira. O local era habitado pelos índios tamoios da aldeia Uruçumirim (uruçu = abelha; mirim = pequeno), chefiada  por Biraçu Merin.
É certo que junto ao Caminho do Catete, havia um braço do Rio Carioca, rio este que nasce no morro do Corcovado (onde fica, atualmente, a estátua do Cristo Redentor) e desce pelo bairro das Laranjeiras, chegando onde hoje é o Largo do Machado e a Praça José de Alencar, onde formava a Lagoa do Suruí e de onde começava o Rio Catete, que corria paralelo ao Caminho do Catete. O rio ficava do lado esquerdo do então Caminho do Catete para quem vai para a Zona Sul. O rio foi, posteriormente, aterrado, mas o Caminho do Catete continuou. O Rio Catete desembocava na Praia do Russel, que foi completamente aterrada por ocasião de obras: primeiro, a abertura da Avenida Beira-Mar e, depois, as obras para a construção do Parque Brigadeiro Eduardo Gomes.

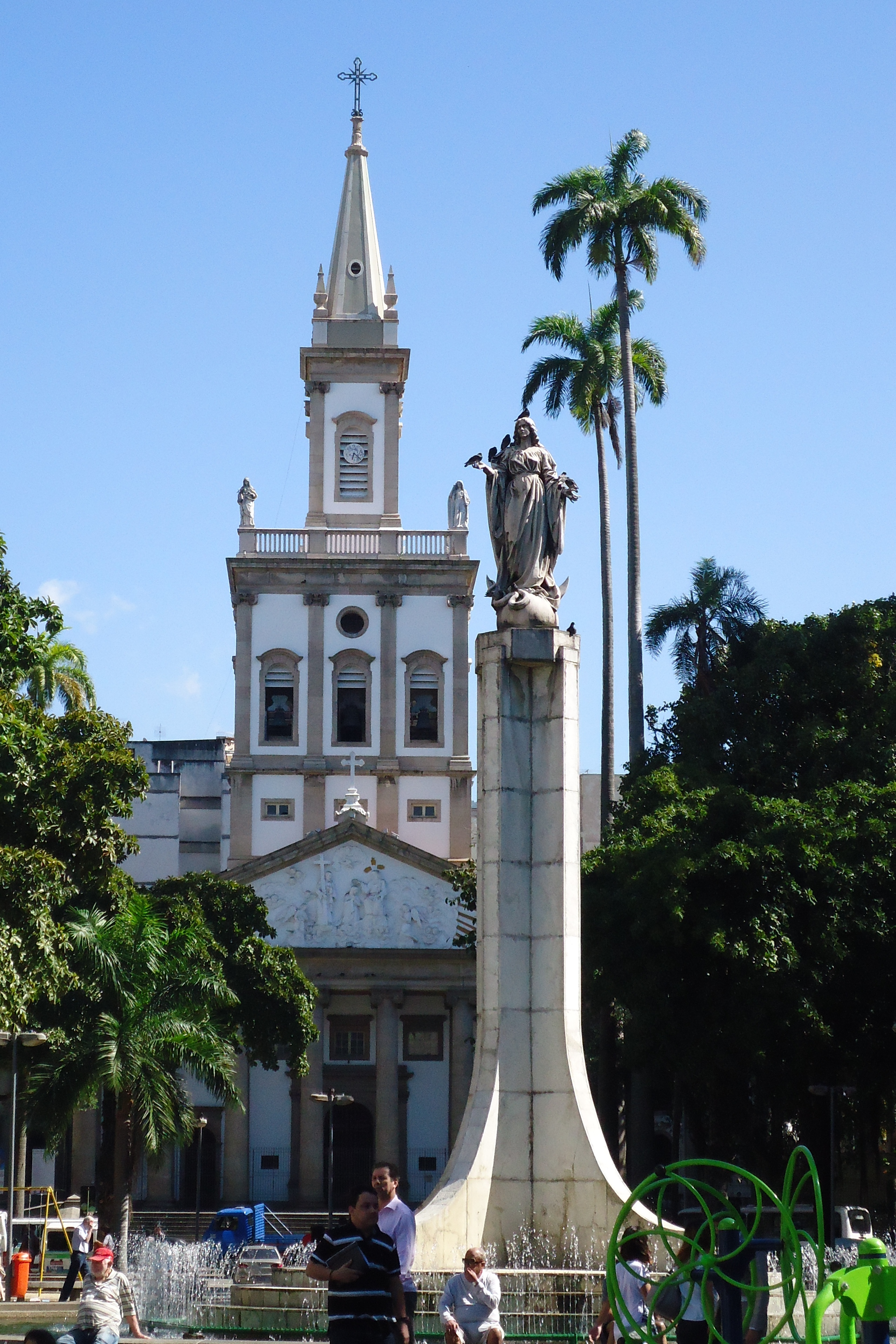
Igreja de Nossa Senhora da Glória, no Largo do Machado

### Pedreiras da Glória e Candelária
No início do século XVIII, o Morro da Nova Sintra, na altura do final da atual Rua Pedro Américo, passou a ser denominado "Pedreira da Glória", por fornecer as pedras usadas na construção da atual Igreja de Nossa Senhora da Glória do Outeiro. A atividade na pedreira levou à abertura da chamada "Rua do Quintanilha", em referência ao proprietário das terras da região. No final do mesmo século, o mesmo morro, na altura do atual Largo do Machado, passou a ser denominado "Pedreira da Candelária", por fornecer as pedras para as obras de ampliação da Igreja de Nossa Senhora da Candelária. Essa pedreira levou à mudança do nome da Rua do Quintanilha para "Rua da Pedreira da Candelária". Em 1917, a rua adquiriu seu nome atual, "Rua Bento Lisboa".

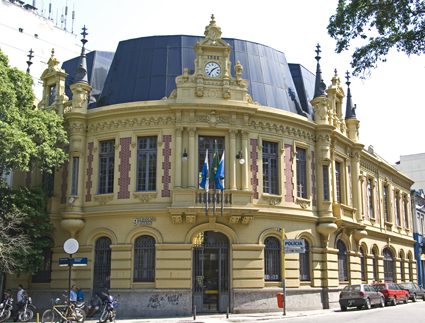
Nona Delegacia de Polícia, situada na esquina das ruas do Catete e Pedro Américo.

Entre 1876 e 1882, o escritor Machado de Assis morou no número 206 da Rua do Catete, sendo a sua morada mais preservada (sua última residência, no Cosme Velho, já foi demolida).
O bairro se tornou importante após o Palácio do Catete se tornar a sede do governo federal em 1897. Tal situação durou até 1960, quando a capital brasileira foi transferida para Brasília.
O bairro foi criado, oficialmente, em 23 de julho de 1981. Teve seus limites atuais estabelecidos pelo Decreto Número 5 280, de 23 de agosto de 1985. Desde então, o Catete faz parte da região administrativa do Botafogo: os bairros integrantes dessa região administrativa são Botafogo, Cosme Velho, Flamengo, Humaitá, Laranjeiras e Urca. 

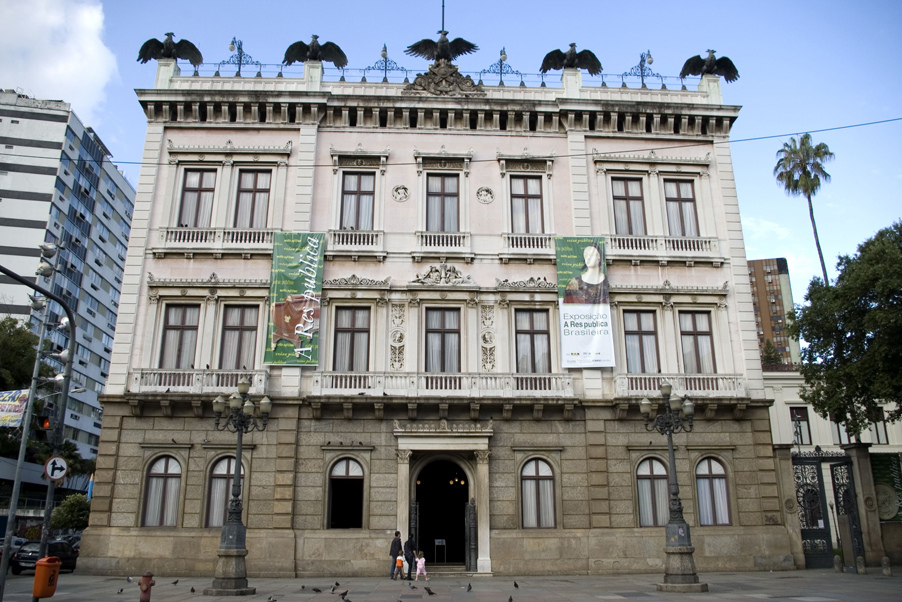
Palácio do Catete

Desde o final dos anos 1990, o bairro vem apresentando valorização imobiliária, com lançamentos de edifícios residenciais e reformas de hotéis.

### Língua do Catete
Durante o período da Ditadura Militar brasileira, o bairro do Catete, na cidade do Rio de Janeiro, viveu intensa movimentação política, sobretudo de resistência ao regime. O Palácio do Catete (atualmente Museu da República), residência oficial da Presidência da República até a mudança da Capital Federal para Brasília, ficou como uma importante representação da política brasileira. Durante o período ditatorial (1964-1985), o bairro do Catete foi palco de diversas manifestações contra o regime. 
Como forma de driblar a censura institucionalizada pela ditadura, surgiu entre os moradores do bairro a Língua do Catete, sendo popularmente conhecida como Gualín do TTK. Ela consiste na alteração da ordem das sílabas das palavras com o intuito de dificultar a compreensão de quem a ouve. Por exemplo, TTK significa Catete. Dito ao contrário, se torna Teteca.
Com o fim da Ditadura, a Língua do Catete passou a representar a cultura popular urbana do Rio de Janeiro, sendo associada ao pertencimento de "grupos subversivos". Além disso, representa a riqueza cultural brasileira. Atualmente é utilizada nas manifestações culturais ligadas ao skate, à pichação e ao Rap. Um grande representante da Gualín do TTK, o rapper Filipe Ret, criou em 2021 uma música totalmente na língua do TTK, a música "Tributo ao TTK".

## Economia
Estão localizados no bairro vários albergues, hotéis, agências bancárias, casas de câmbio, empresas de engenharia e de exportação, um comércio varejista bastante amplo e diversificado e supermercados. 

### Transporte
A principal via do bairro é a Rua do Catete, que se estende da Glória até a Praça José de Alencar. 
Há uma conexão de metrô-ônibus que liga a estação de metrô do Largo do Machado até o Cosme Velho.

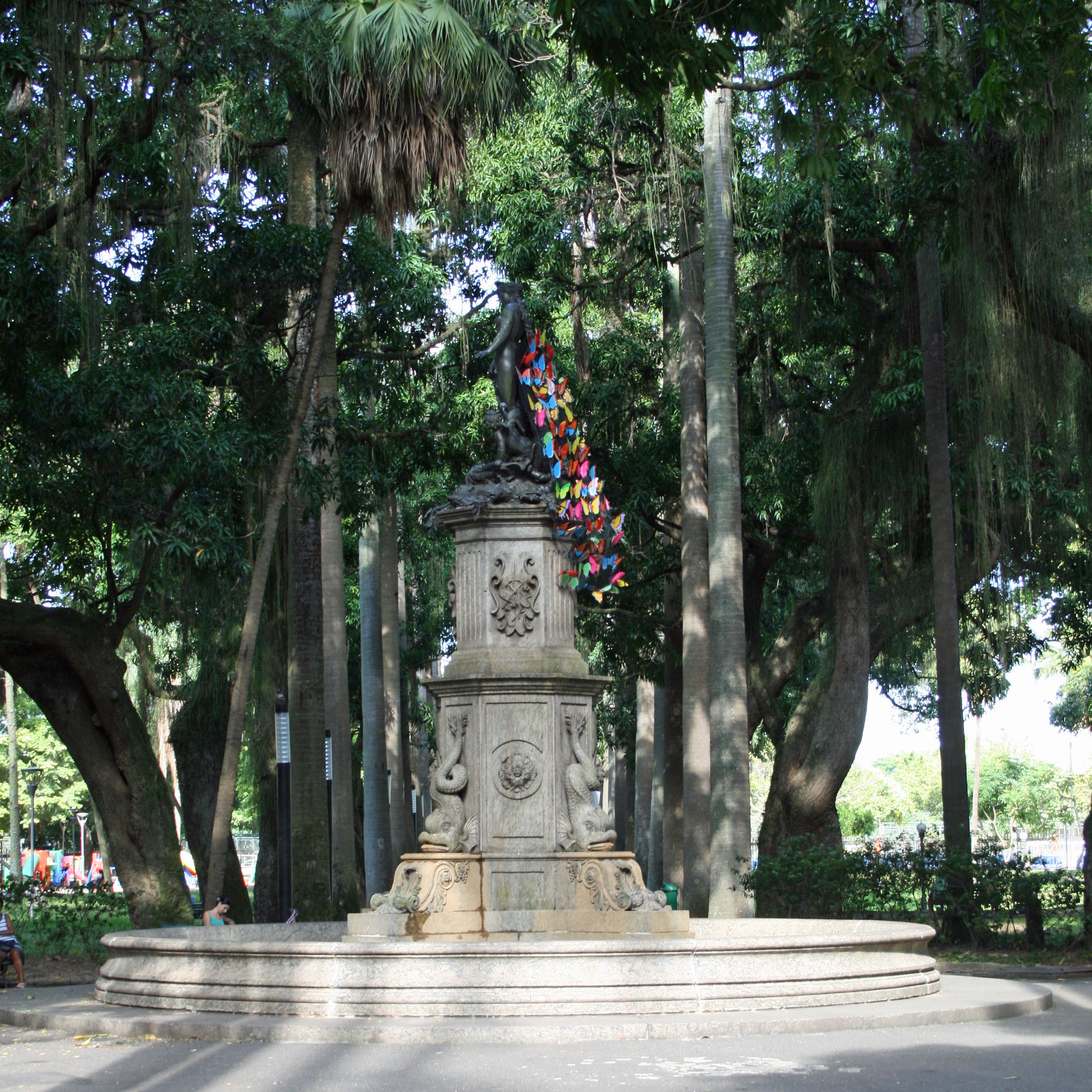
Chafariz no jardim do Palácio do Catete

#### Metrô
Se localizam, no bairro, a Estação Catete e a Estação Largo do Machado.
Estações inteligentes do sistema de bicicletas públicas
O bairro dispõe de quatro estações. 1) Rua do Catete, em frente a 9ª Delegacia de Polícia; 2) Rua do Catete, esquina com a rua Ferreira Viana; 3) Bento Lisboa, esquina com a rua Arthur Bernardes; 4) Largo do Machado.

## Cultura

### Museologia
O bairro conta com dois museus: o Museu da República e o Museu do Folclore

### Cinema
O bairro conta com dois cinemas: o Cine São Luiz e o Espaço República.

### Teatro
No bairro, se localiza o Teatro Cacilda Becker. O Espaço Marun, que ocasionalmente funcionava para shows e peças, encerrou suas atividades em Dezembro de 2016.

### Parques
No Largo do Machado, há uma intensa arborização, bancos e um grande chafariz. Há também o jardim do Palácio do Catete.

### Templos religiosos
O bairro abriga duas igrejas católicas (o Santuário Nossa Senhora Mãe da Divina Providência, ao lado do Colégio Santo Antônio Maria Zaccaria, e a Igreja Matriz Nossa Senhora da Glória do Largo do Machado), duas igrejas batistas (uma na Rua Bento Lisboa, 149 e outra na Rua Tavares Bastos, 23) e um centro espírita (o Seara Fraterna, na Rua Bento Lisboa, 23).

### Gastronomia
No tocante à gastronomia, o Catete possui inúmeros restaurantes localizados em imóveis tombados. Possui restaurantes desde os mais caros e refinados até casas de suco e lanchonetes de comida rápida como McDonald's e Bob's.

### Televisão
O bairro serviu de cenário para a telenovela Duas Vidas, em cujas ruas foi grandemente ambientada e exibida pela Rede Globo entre 1976 e 1977. Também no Catete, foram gravadas algumas cenas da telenovela Vale Tudo, em 1988. Foi ainda o cenário do primeiro episódio da série da Rede Globo ''As Cariocas". O episódio teve, como título, "A Noiva do Catete". Foi protagonizado por Alinne Moraes, Ângelo Antônio e Pedro Nercessian e exibido no dia 19 de outubro de 2010.
No Palácio do Catete, foram gravadas cenas da minissérie global Agosto, exibida em 1993 e que retratava, ao fundo, os turbulentos últimos dias do Governo Vargas no ano de 1954. 

### Rádio
Possui uma emissora de Rádio Comunitária na Frequência Modulada 98,7 MHz . O projeto entrou no ar em meados de 2015 e segue no ar até então sob o nome de "Rádio Pop Rio FM" (situada na Rua Silveira Martins,153, dentro das instalações do tradicional colégio e faculdade Pinheiro Guimarães).  

## Geografia

### Localização
O Catete é adjacente à Glória, a Laranjeiras, a Santa Teresa e ao Flamengo. O Aeroporto Santos Dumont, no Centro, está a menos de 10 minutos de carro.

### Logradouros
- Largo do Machado

- Praça Duque de Caxias
- Rua Andrade Pertence
- Rua Artur Bernardes
- Rua Bento Lisboa
- Rua Correa Dutra (quadra interna, pois a quadra da praia pertence ao Flamengo)
- Rua Cruzeiro do Sul
- Rua do Catete
- Rua 2 de Dezembro (quadra interna, pois a quadra da praia pertence ao Flamengo)
- Rua Pedro Américo
- Rua Silveira Martins (quadra interna, pois a quadra da praia pertence ao Flamengo)
- Rua Tavares Bastos
- Travessa Carlos de Sá
- Travessa Petúnia

Vale ressaltar que, de acordo com o Decreto da Prefeitura nº 3158, de 31/07/1981 (o qual estabelece os limites de cada bairro da cidade), as ruas Dois de Dezembro, Correa Dutra e Silveira Martins pertencem ao bairro do Flamengo no trecho delas que ocupa a quadra da praia, e pertencem ao bairro do Catete as quadras internas dessas mesmas ruas. O bairro do Catete, portanto, é um bairro interno, e o Flamengo é um bairro litorâneo, ocupando as quadras imediatas ao Aterro do Flamengo.